# Denis Haruț
Denis Haruț (n. 25 februarie 1999, Timișoara, România) este un fotbalist român, care joacă pe post de fundaș la Sepsi în SuperLiga României. Pe plan internațional, are prezențe la națională pentru România Sub-17, România Sub-19 și România Sub-21.